# كيرشبيشل
كيرشبيشل (بالألمانية: Kirchbichl) هي بلدية في منطقة كوفشتاين في ولاية تيرول، النمسا.